# Pavilly
Pavilly és un municipi francès situat al departament del Sena Marítim i a la regió de Normandia. L'any 2007 tenia 6.056 habitants.

## Fills Il·lustres
- Adolphe Botte (1823-1896), compositor i crític musical.

### Població
El 2007 la població de fet de Pavilly era de 6.056 persones. Hi havia 2.433 famílies de les quals 681 eren unipersonals (204 homes vivint sols i 477 dones vivint soles), 740 parelles sense fills, 794 parelles amb fills i 218 famílies monoparentals amb fills.
La població ha evolucionat segons el següent gràfic:
Habitants censats

### Habitatges
El 2007 hi havia 2.607 habitatges, 2.492 eren l'habitatge principal de la família, 15 eren segones residències i 100 estaven desocupats. 1.664 eren cases i 933 eren apartaments. Dels 2.492 habitatges principals, 1.039 estaven ocupats pels seus propietaris, 1.430 estaven llogats i ocupats pels llogaters i 23 estaven cedits a títol gratuït; 46 tenien una cambra, 211 en tenien dues, 616 en tenien tres, 811 en tenien quatre i 808 en tenien cinc o més. 1.572 habitatges disposaven pel capbaix d'una plaça de pàrquing. A 1.219 habitatges hi havia un automòbil i a 843 n'hi havia dos o més.

### Piràmide de població
La piràmide de població per edats i sexe el 2009 era:
| Homes | Edats   | Dones |
| ----- | ------- | ----- |
| 0     | 95 o +  | 20    |
| 20    | 90 a 94 | 40    |
| 12    | 85 a 89 | 64    |
| 44    | 80 a 84 | 48    |
| 80    | 75 a 79 | 152   |
| 100   | 70 a 74 | 104   |
| 120   | 65 a 69 | 112   |
| 96    | 60 a 64 | 140   |
| 104   | 55 a 59 | 112   |
| 172   | 50 a 54 | 208   |
| 224   | 45 a 49 | 236   |
| 244   | 40 a 44 | 264   |
| 252   | 35 a 39 | 240   |
| 208   | 30 a 34 | 264   |
| 204   | 25 a 29 | 160   |
| 144   | 20 a 24 | 184   |
| 284   | 15 a 19 | 200   |
| 256   | 10 a 14 | 264   |
| 240   | 5 a 9   | 204   |
| 144   | 0 a 4   | 160   |

## Economia
El 2007 la població en edat de treballar era de 3.929 persones, 2.860 eren actives i 1.069 eren inactives. De les 2.860 persones actives 2.526 estaven ocupades (1.369 homes i 1.157 dones) i 334 estaven aturades (134 homes i 200 dones). De les 1.069 persones inactives 274 estaven jubilades, 388 estaven estudiant i 407 estaven classificades com a «altres inactius».

### Ingressos
El 2009 a Pavilly hi havia 2.545 unitats fiscals que integraven 6.131,5 persones, la mediana anual d'ingressos fiscals per persona era de 16.719 €.

### Activitats econòmiques
Dels 303 establiments que hi havia el 2007, 1 era d'una empresa extractiva, 7 d'empreses alimentàries, 3 d'empreses de fabricació de material elèctric, 11 d'empreses de fabricació d'altres productes industrials, 27 d'empreses de construcció, 119 d'empreses de comerç i reparació d'automòbils, 7 d'empreses de transport, 18 d'empreses d'hostatgeria i restauració, 8 d'empreses d'informació i comunicació, 16 d'empreses financeres, 10 d'empreses immobiliàries, 20 d'empreses de serveis, 27 d'entitats de l'administració pública i 29 d'empreses classificades com a «altres activitats de serveis».
Dels 65 establiments de servei als particulars que hi havia el 2009, 1 era una oficina d'administració d'Hisenda pública, 1 gendarmeria, 1 oficina de correu, 4 oficines bancàries, 1 funerària, 6 tallers de reparació d'automòbils i de material agrícola, 1 taller d'inspecció tècnica de vehicles, 1 autoescola, 4 paletes, 5 guixaires pintors, 2 fusteries, 8 lampisteries, 4 electricistes, 1 empresa de construcció, 9 perruqueries, 4 veterinaris, 7 restaurants, 2 agències immobiliàries, 1 tintoreria i 2 salons de bellesa.
Dels 38 establiments comercials que hi havia el 2009, 1 era un hipermercat, 1 una gran superfície de material de bricolatge, 2 botiges de menys de 120 m², 4 fleques, 6 carnisseries, 2 peixateries, 1 una peixateria, 7 botigues de roba, 2 botigues d'equipament de la llar, 1 una botiga d'equipament de la llar, 1 una sabateria, 3 botigues de mobles, 2 drogueries, 1 un drogueria, 1 una perfumeria i 3 floristeries.
L'any 2000 a Pavilly hi havia 16 explotacions agrícoles que ocupaven un total de 760 hectàrees.

## Equipaments sanitaris i escolars
El 2009 hi havia 1 psiquiàtric, 2 farmàcies i 3 ambulàncies.
El 2009 hi havia 2 escoles maternals i 3 escoles elementals. Pavilly disposava d'un col·legi d'educació secundària amb 496 alumnes.

## Poblacions més properes
El següent diagrama mostra les poblacions més properes.